# Firdausi

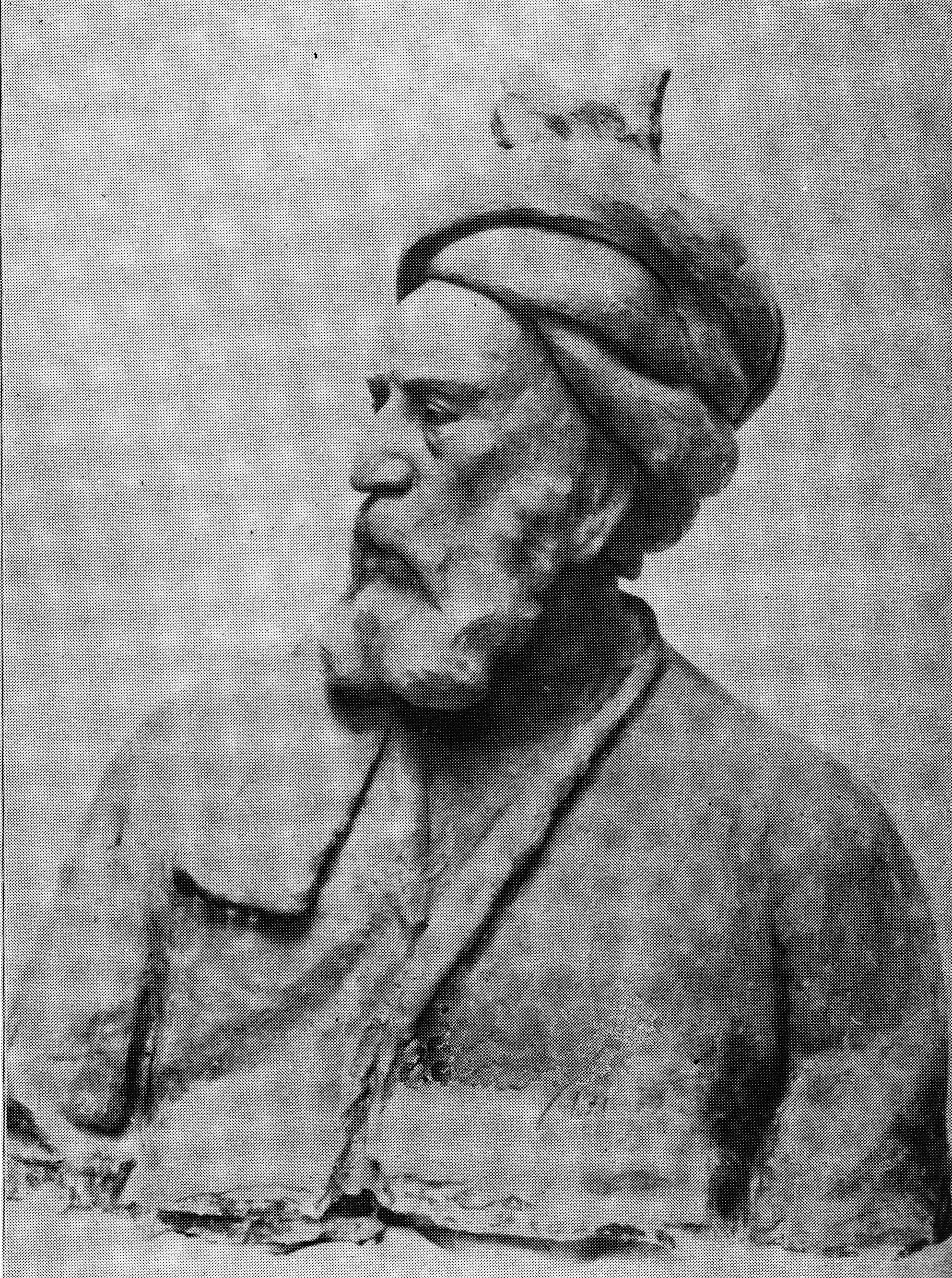
Firdausi-Büste

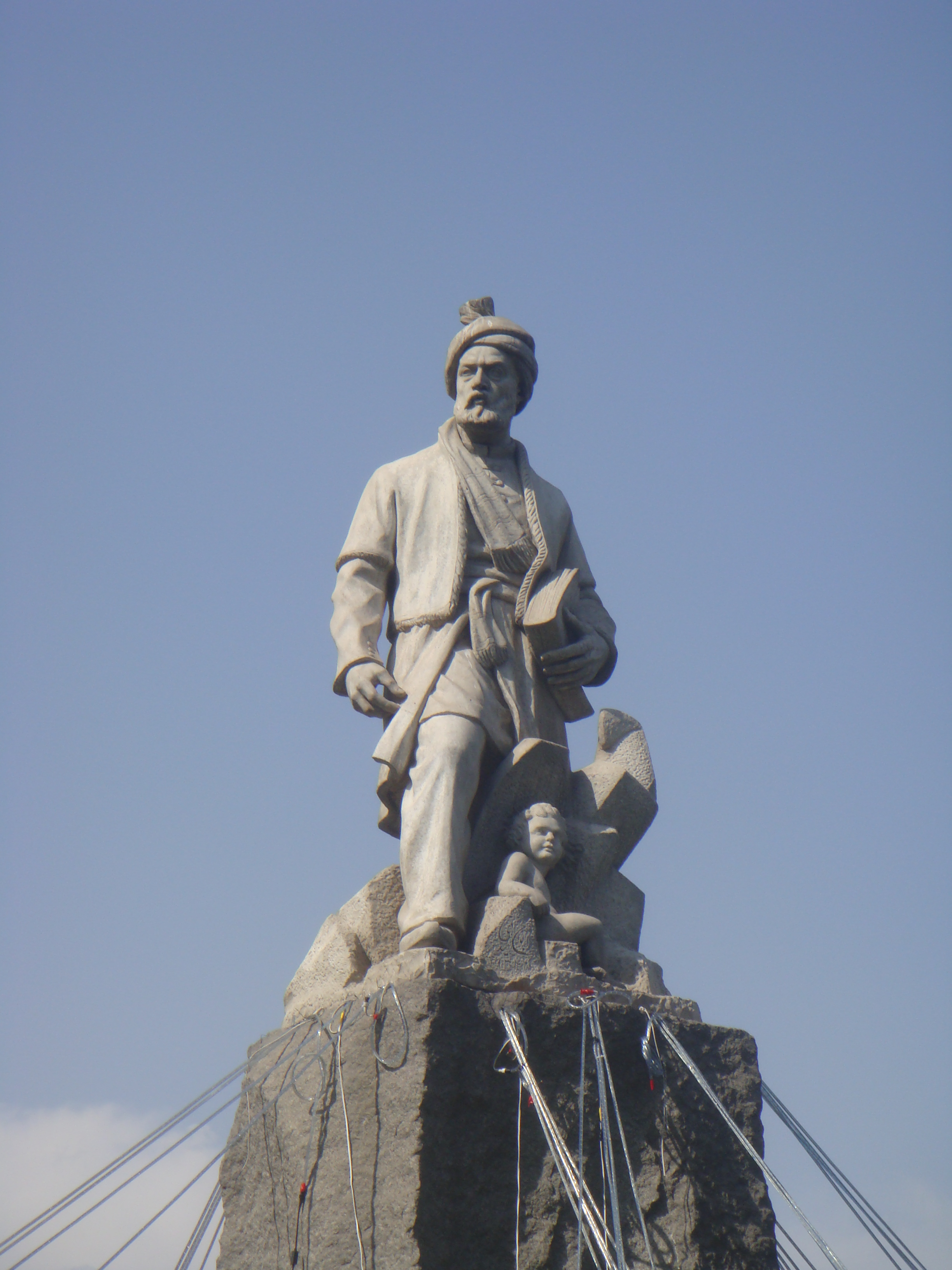
Firdausi-Denkmal auf dem Firdausi-Platz in Teheran

Abu l-Qasem-e Firdausi, auch Firdosi, Firdusi, Ferdosi, Ferdowsi oder Ferdousi (persisch ابوالقاسم فردوسی, DMG Abū ʾl-Qāsim-i Firdausī; geboren 940 in Bāž (genannt auch Tabaran-e Tus), einem Dorf im Bezirk Tūs, Iran (bei Maschhad); gestorben um 1020 in Tūs), war ein persischer Dichter und einer der größten Epiker. Er ist der Autor des monumentalen, etwa 55.000 Verse umfassenden Schāhnāme (deutsch „Buch der Könige“), des Nationalepos der persischsprachigen Welt, das zu einem kleinen Teil vom Dichter Daqīqī begonnen wurde. Mit dem Schāhnāme hat Firdausi das weltgrößte Epos eines Einzeldichters geschaffen.
Eigen- und Vatersname Firdausis wurden unterschiedlich überliefert, so etwa Abu l-Kasim Mansur. Der arabische Historiker al-Bundari, der das Schāhnāme ins Arabische übersetzte, nennt als Namen Mansur b. Hasan. Rückerts Herausgeber Edmund A. Bayer erwähnt zudem den Namen Hasan ben Ishak ben Scherefschah. Sein Pseudonym bzw. Beiname „Firdausī“, den der Dichter von Mahmud von Ghazni erhalten haben soll, bedeutet wörtlich „der Paradiesische“.

## Leben
Außer seiner Kunya (Abu’l-Qāsim = ‚Vater des Qāsim‘) und seinem, möglicherweise auf dem als firdaus bezeichneten Gartengrundstück seines Vaters beruhenden, Künstlernamen „Firdausī“ ist nichts Sicheres über seinen Namen oder über die Identität seiner Familie bekannt. Als Angehöriger einer wohlhabenden Dehqan-Familie war er, so berichtet Niẓāmī ʿArūżī (persisch نظامى عروضى), ein „Mann mit Einfluss in seinem Dorf“ und anfangs finanziell unabhängig. Rückerts Herausgeber E. A. Bayer nennt den Landwirt Fachreddin Ahmed als Firdausis Vater. Firdausis Lehrer soll angeblich der Dichter Asadi Tusi („Essedi“) gewesen sein.
Zu den älteren Verfassern biografischer Daten zu Firdausi gehören Dawlatschah aus Samarkand in seiner Schrift Taḏkerat al-šoʿarāʾ („Erinnerungsschrift der Dichter“) und Hadschi Chalfa in seinem Werk „Namen der Bücher“. Im 19. Jahrhundert etwa Emil Rödiger mit Firdusi in Ersch und Grubers Allgemeiner Encyklopädie der Wissenschaften und Künste (I. Serie, Band 44, Leipzig 1844) und die ersten Herausgeber bzw. Übersetzer von Schahname-Übersetzungen.
Als hauptsächliche Vorlage seines Werkes diente Firdausi nach heute vorherrschender Ansicht ein mittelpersisches Königsbuch, das in der ausgehenden Spätantike am Hof der Sassaniden entstanden sein dürfte. Aus diesem Grund liefern die späteren Abschnitte des Epos Informationen zu realen historischen Ereignissen. Firdausi hatte sich schon sehr früh mit der Geschichte und den Mythen des alten Iran befasst, die ihm durch seine familiäre Umgebung nahegebracht worden waren.
Durch die zunehmende Beschäftigung mit seinem Lebenswerk, das er um 976 begonnen hatte, verarmte er jedoch. Er stellte sich daraufhin unter den Schutz des damals mächtigsten Herrschers der islamischen Welt, Mahmud von Ghazni, der zahlreiche Künstler und Literaten, wie zum Beispiel den seinerzeit von Mahmud hochgeschätzten Unsuri, an seinem Hof versammelt hatte, selbst aber als wenig kunstsinnig galt. Abgesehen von einer Reise nach Bagdad verbrachte Firdausi sein gesamtes Leben in Chorasan, wo er viel umherreiste und dabei Material für seine Arbeit sammelte.

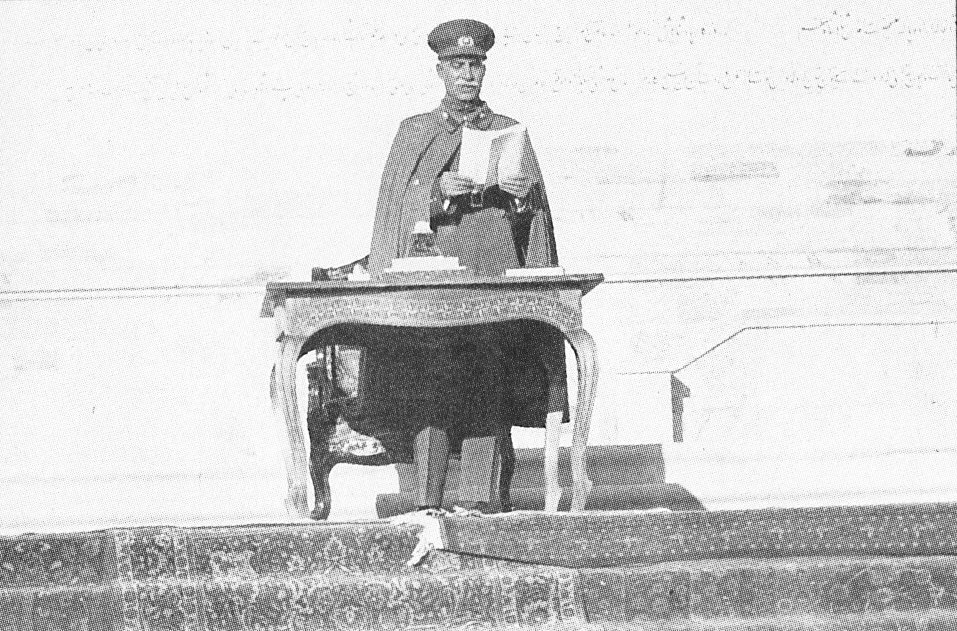
Einweihung des neu erbauten Grabdenkmals durch Reza Schah, 1934

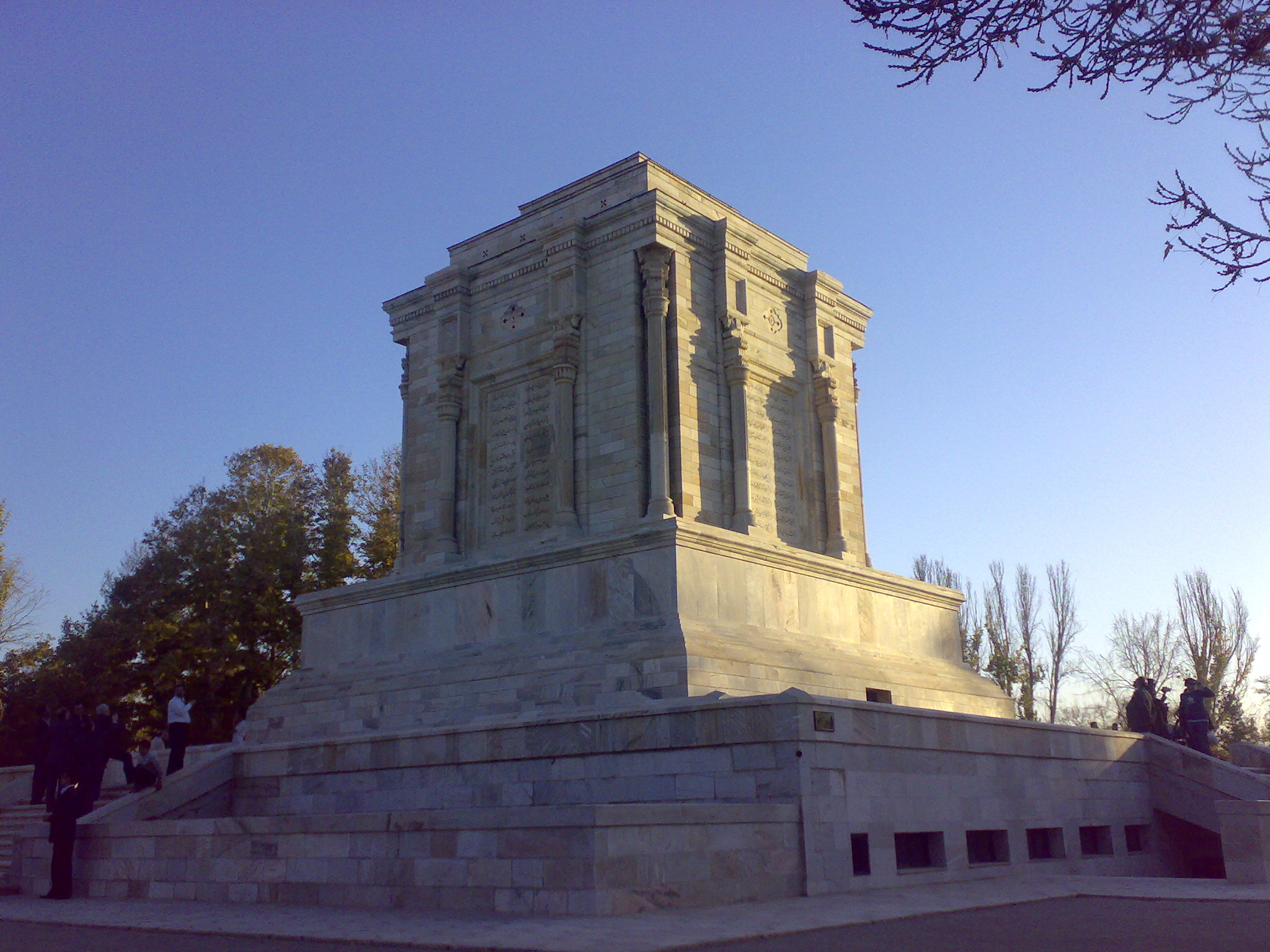
Firdausis Mausoleum in Tūs

In seinem 65. Lebensjahr reiste er nach Ghazna (Ghazni), um Mahmūd sein Werk vorzulegen, dem dieser jedoch wenig Beachtung schenkte. Firdausi beklagte sich, Mahmūd habe es nicht einmal eines Blickes gewürdigt, und Niẓāmī ʾArūżī kolportierte die Überlieferung, nach der Mahmūd für jeden Vers eine Goldmünze versprochen, aber nur eine Silbermünze (einen Silberdirhem) gegeben haben solle, woraufhin der beleidigte Firdausi sein Honorar an den Bademeister und den Schenkwirt des Bades, wo sich Firdausi beim Eintreffen des Geschenks befand, verschenkt haben soll. Der eigentliche Grund für die Ablehnung des Werkes lag möglicherweise im mangelnden literarischen Verständnis des Herrschers wie in den religiösen Differenzen zwischen Firdausi und dem sunnitischen Mahmūd. Firdausi hat im Schahname der Schilderung der zoroastrischen Denk- und Festkultur breiten Raum eingeräumt, während der Islam nicht weiter erwähnt wird. Erst im letzten Kapitel des Schahname, in dem Firdausi das Ende des Sassanidenreiches darstellt, finden sich in dem Brief des Rostam Farrochzād an seinen Bruder vor der Schlacht von Kadesia Verse, die darlegen, was Iran nach der arabischen Eroberung und der dann folgenden Islamisierung erwartet. Der Legende nach soll Firdausi wegen dieser kritischen Verse – aber vor allem auch wegen seiner „Ungläubigkeit“ – die Beisetzung auf dem islamischen Friedhof seiner Heimatstadt, in die er nach Aufenthalten in Mazandaran bzw. Tabaristan, Bagdad und Kohistan zurückgekehrt war, verweigert worden sein. Niẓāmī ʿArūżī zufolge sei dies die Entscheidung des „fanatischen Predigers (arabisch-persisch واعظ, DMG wā‘iẓ) von Ṭābarān (Dorf in der Nähe von Tus)“ gewesen, weswegen der „Stolz der Iraner“ in seinem eigenen Garten innerhalb der Stadtmauern Ṭābarāns beerdigt wurde. Dem Bericht zufolge wurde die Grabstätte schon bald zu einer Pilgerstätte.
Firdausi war einer der ersten Vertreter der neupersischen Literatursprache, die im 10. Jahrhundert am Hof der Samaniden entstanden war. Im frühen 20. Jahrhundert machten iranische Nationalisten Firdausi zum „Wiedererwecker“ iranischer Identität und das Schāhnāme zu deren Denkmal. Besonders wird in diesem Zusammenhang auf das fast völlige Fehlen arabischen Vokabulars im Schāhnāme verwiesen, ein Umstand, der jedoch den (schriftlichen und mündlichen) Quellen Firdausis geschuldet sein dürfte: Im Kapitel über Alexander, das auf einer arabischen Handschrift basiert, verwendete er eben auch den arabischen Wortschatz seiner Vorlage.
Unter der Regentschaft von Reza Schah und der Gründung eines iranischen Nationalstaates kam Firdausi eine herausragende Bedeutung zu. Als Dichter des Nationalepos wurde ihm 1934 ein neu erbautes Mausoleum gewidmet, in dem seine sterblichen Überreste neu bestattet wurden. Unter der Regentschaft von Schah Mohammad Reza Pahlavi wurde 1975 unter der Schirmherrschaft von Kaiserin Farah Pahlavi ein Festival zu Ehren Firdausis, das jährlich stattfindende Tus-Festival, gestiftet.
Nach dem Dichter wurde die Firdausi-Universität Maschhad benannt.

## Übersetzte Versionen des Schāhnāme und sonstiger Werke Firdausis
- Joseph Champion: The Poems of Ferdosi. Kalkutta 1785. Zum Teil aus dem Schahname.[17]
- Heldensagen von Firdusi. Zum ersten Male metrisch aus dem Persischen übersetzt nebst einer Einleitung über das Iranische Epos von Adolf Friedrich von Schack. Wilhelm Hertz, Berlin 1851 (Digitalisat bei Google Books)
- Hermann Ethé: Firdûsi als Lyriker. In: Sitzungsberichte der Münchener Akademie (Philosophisch-philologisch und historische Klasse). Band 2, 1873, Heft 3, S. 175 ff.
- Ottokar von Schlechta-Wssehrd: Jussuf und Suleicha. Romantisches Heldengedicht von Firdussi. Wien 1889.
- Robert Adam Pollak: Schahname. Das Buch der Könige. Herausgegeben und bearbeitet von N. Rastegar. Klaus Schwarz Verlag, Berlin 2018. (Versübersetzung der Bücher XX bis L.)
- Firdosi’s Königsbuch (Schahname). Übersetzt von Friedrich Rückert. Aus dem Nachlaß herausgegeben von E. A. Bayer. Georg Reimer, Berlin 1890–1895
  - Band 1 (1890): Sage I–XIII (Digitalisat bei Google Books)
  - Band 2 (1894): Sage XV–XIX (Digitalisat bei Google Books)
  - Band 3 (1895): Sage XX–XXVI. (Nebst einem Anhang: I. „Rostem und Suhrab“ im Nibelungenmaß. II. Alexander und der Philosoph) (Digitalisat bei Google Books)
- Friedrich Rückert: Rostem und Suhrab. Eine Heldengeschichte in 12 Büchern. Nachdruck der Erstausgabe von 1838. epubli, Berlin, 2010, ISBN 978-3-86931-571-3. (Details)
- Werner Heiduczek: Die schönsten Sagen aus Firdausis Königsbuch, neu erzählt von Werner Heiduczek unter Mitarbeit von Dorothea Heiduczek. 4. Auflage, Berlin 1989, ISBN 978-3-358-01413-4
- Abu al-Qasim Hassan Firdawsi: Houghton Shahnama, Harvard University Press; Facsimile Ed edition, 1981, (Englisch)  ISBN 0-674-40854-3; ISBN 978-0-674-40854-8
- Abu al-Qasim Hassan Firdawsi: The Legend of Seyavash, Penguin Classics Paperback, Penguin Books Ltd, 1992 (englisch), ISBN 0-14-044566-8, ISBN 978-0-14-044566-4

## Galerie

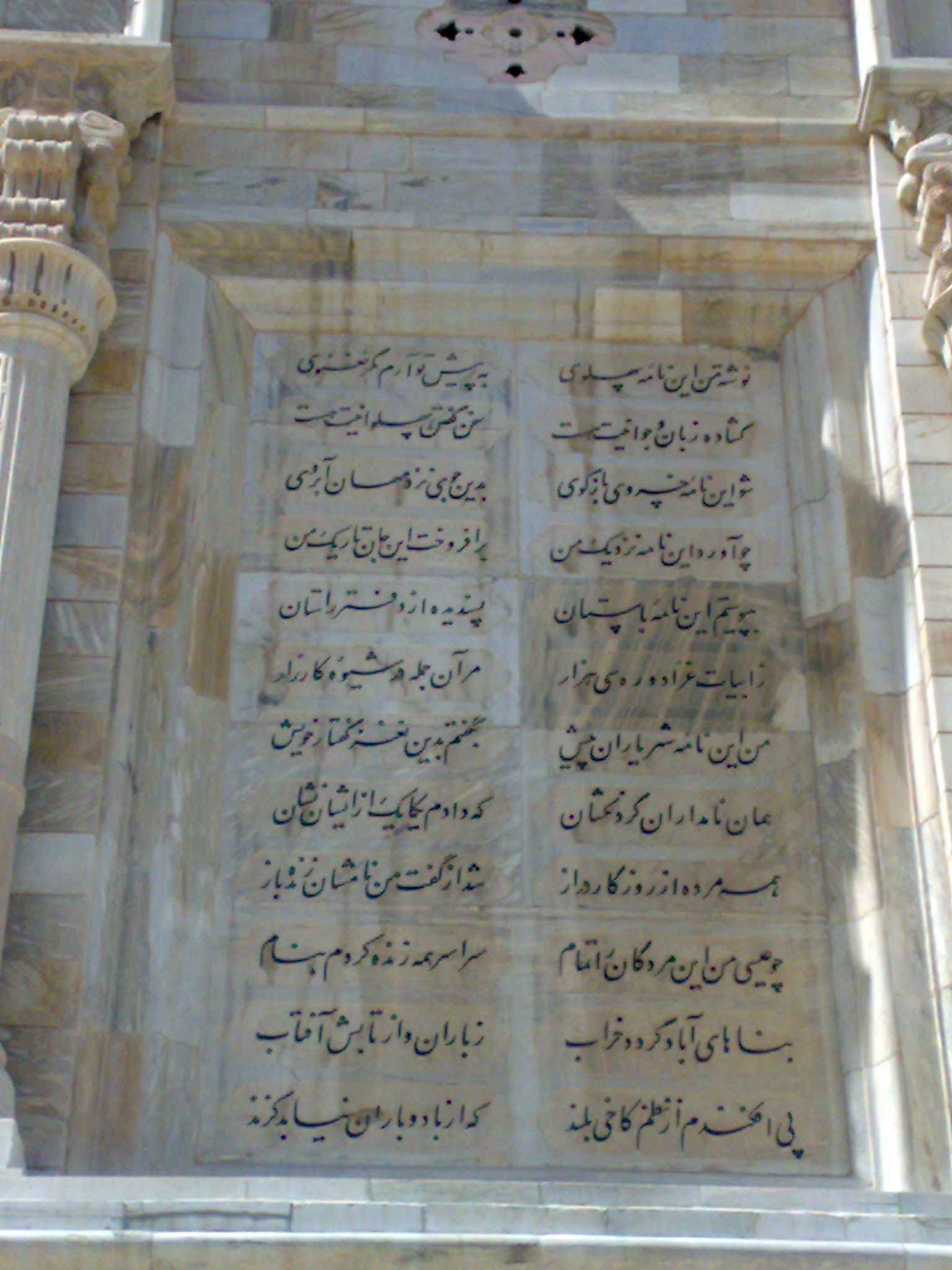
Inschrift von Firdausis Mausoleum
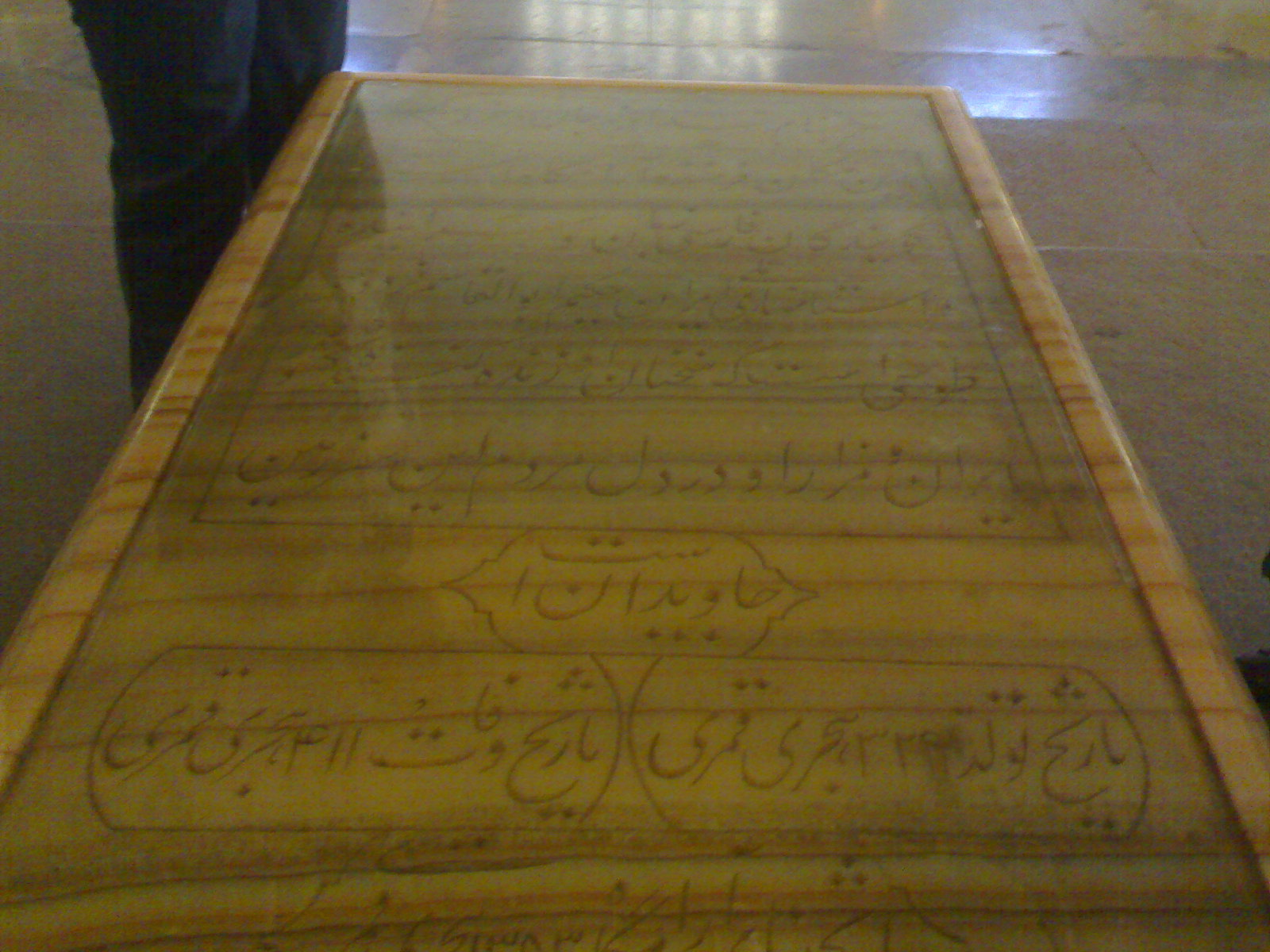
Firdausis Grabstein
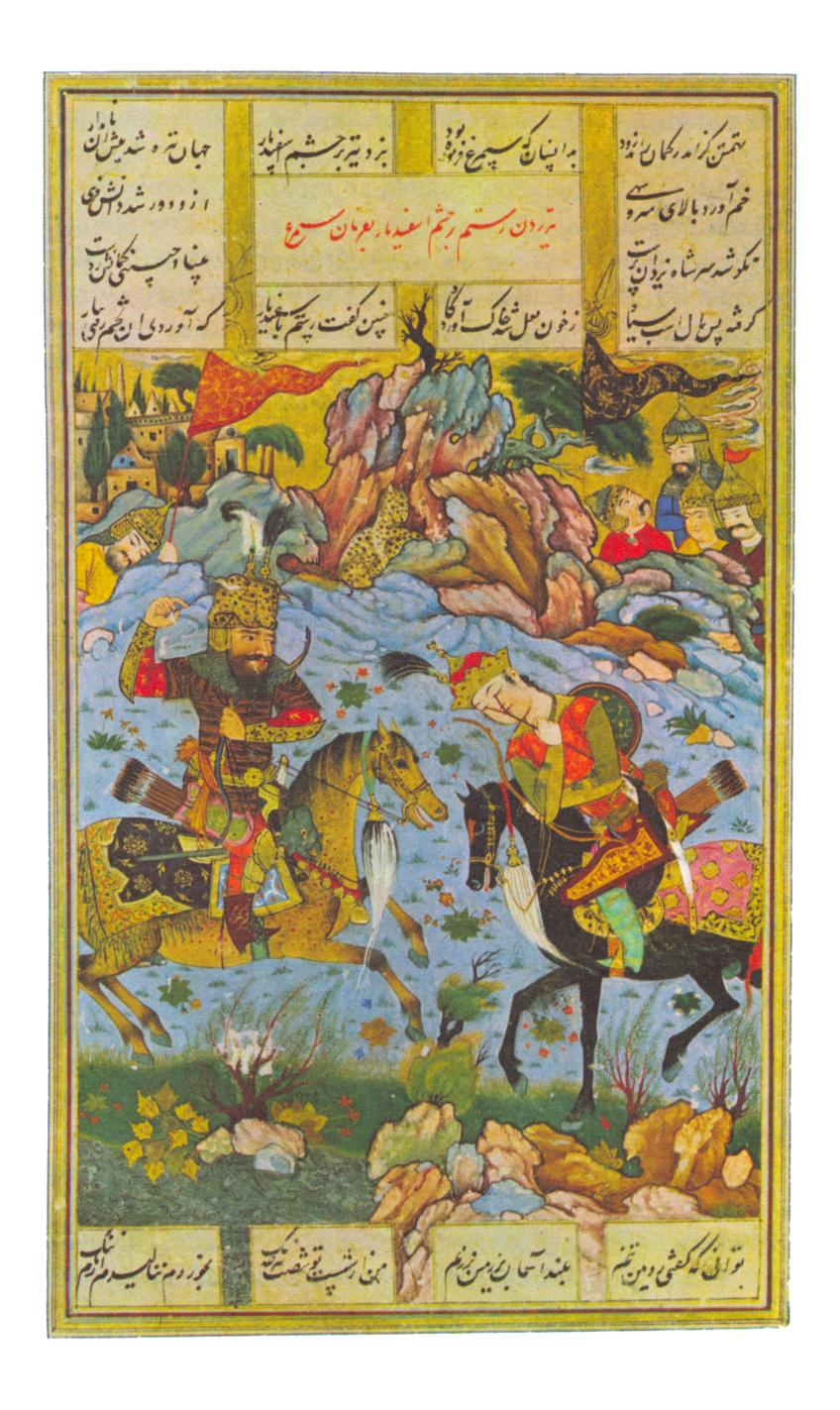
Szene aus dem Schāhnāme: Rostam erschießt Esfandyār mit einem von Sīmurgh verzauberten Pfeil

## Rezeption in Kunst und Literatur
Josef Viktor Widmann hat Firdausi nicht nur mit seinem Gedicht Firdusi die Reverenz erwiesen, sondern auch mit dem Libretto zu der Oper Fürst und Sänger von Felix Mottl, die den Konflikt zwischen Mahmūd von Ghazna und Firdausi thematisiert.
Thomas Mann verwendete das von Firdausi mit anderen in 9000 Doppelversen in Bagdad verfasste, sich auf die 12. Koransure beziehende epische Gedicht Jussuf und Suleicha als eine seiner Vorlagen für das Verhältnis von Mut-es-inet zu Joseph in seinem Roman Joseph in Ägypten (Große kommentierte Frankfurter Ausgabe, S. 1311 und Kommentar).